# Генрік Скогволд
Генрік Лангаас Скогволд (норв. Henrik Langaas Skogvold, нар. 14 липня 2004, Осло, Норвегія) — норвезький футболіст, півзахисник клубу «Ліллестрем».

## Ігрова кар'єра

### Клубна
Генрік Скогволд є вихованцем столичного клубу «Ліллестрем». У 2021 році футболіст дебютував у першій команді клубу в чемпіонаті Норвегії.
Влітку 2022 року Скогволд узяв участь у матчах кваліфікаційного раунду Ліги конференцій.

### Збірна
У 2021 році Генрік Скогволд зіграв чотири поєдинки у складі юнацької збірної Норвегії.

## Титули і досягнення
- Володар Кубка Норвегії (1):

«Фредрікстад»: 2024